# アルフォンス・ド・ラマルティーヌ
アルフォンス・マリー・ルイ・ド・プラ・ド・ラマルティーヌ（Alphonse Marie Louis de Prat de Lamartine、1790年10月21日 - 1869年2月28日）は、フランスの詩人、著作家、政治家。ロマン派の代表的詩人で、フランスにおける近代抒情詩の祖といわれ、ヴェルレーヌや象徴派にも大きな影響を与えている。また2月革命前後に政治家としても活躍した。

## 略歴
1790年、フランス王国のマコン（現ソーヌ＝エ＝ロワール県、ブルゴーニュ＝フランシュ＝コンテ地域圏）の貴族に生まれ、王政復古期に一時軍に籍を置いた。のちに外交官となり、1825年から1828年までイタリアに駐在した。
また自らの恋愛体験にも影響された抒情詩を書いた。特に1820年、『瞑想詩集』（Méditations poétiques）を世に出し、一躍注目された。これは、彼が愛した年上の貴婦人との出会いと死別に触発されたものといわれるが、文学的にも近代フランス抒情詩のはじまりとして高く評価される。続いて『新瞑想詩集』（Nouvelles Méditations poétiques, 1823年）、『詩的宗教的諧調詩集』（Harmonies poétiques et religieuses, 1830年）などを発表。
1829年にはアカデミー・フランセーズ会員に選ばれた。
1830年の7月革命を契機に政治活動を開始し、1833年には代議士に当選した。彼は理想主義的で、政治的には王党派と社会主義派の中間的な穏健思想を持っていたとされる。
この間にも詩のほか、小説や『東洋紀行』（Voyage en Orient, 1835年）、歴史書『ジロンド党史』（Histoire des Girondins, 1847年）などを出した。しかし1840年代になると政治活動に力を入れて詩作を絶った。
1848年の2月革命で、臨時政府の外務大臣となった。同年12月の大統領選挙ではルイ＝ナポレオン・ボナパルト（ナポレオン3世）と争って敗れ、1851年のクーデターで政界を引退した。
晩年は不遇で、莫大な負債のために大量の作品を書き続けたが、これらは文学的には評価されていない。
1869年2月28日、パリにて死去、享年78歳。ソーヌ＝エ＝ロワール県サン＝ポワンの墓地に眠る。

## 著書

### 詩集
- La fenêtre de la maison paternelle (1816) - 『父の家の窓』
- Méditations poétiques (1820) -『瞑想詩集』
- La Pervenche (1821) -『蔓日々草』
- La Mort de Socrate (1823) -『ソクラテスの死』
- Nouvelles Méditations poétiques (1823) -『新瞑想詩集』
- Le Dernier Chant du pèlerinage d'Harold (1825) -『ハロルドの巡礼の最後の歌』
- Épîtres (1825) -『書簡体詩』
- Harmonies poétiques et religieuses (1830) - 『詩的宗教的諧調詩集』
- Recueillements poétiques (1839) -『静思詩集』
- Le Désert, ou l'Immatérialité de Dieu (1856)
- La Vigne et la Maison (1857)

### 小説
- Jocelyn (1836) -『ジョスラン』
- La Chute d'un ange (1838) -『天使の失墜』
- Raphaël (1849) -『ラファエル』
- Graziella (1849) -『グラツィエッラ』
- Le Tailleur de pierre de Saint-Point (1851) -『サン＝ポワン（フランス語版）の石切り職人』
- Geneviève, histoire d'une servante (1851) -『聖ジュヌヴィエーヴ』
- Fior d'Aliza (1863)
- Antoniella (1867)

### 戯曲
- Médée (1813) -『メデイア』
- Saül (1819) -『サウル』
- Toussaint Louverture (1850) -『トゥーサン・ルーヴェルチュール』

### 歴史書
- Histoire des Girondins (1847) -『ジロンド党史』（全8巻）
- Histoire de la Restauration (1851) -『王政復古史』
- Le Civilisateur, Histoire de l'humanité par les grands hommes (1852) - 伝記
- Histoire des Constituants (1853) -『立法議会史』
- Histoire de la Turquie (1853-1854) -『トルコ史』
- Histoire de la Russie (1855) -『ロシア史』

### 回想録、紀行等
- Voyage en Orient (1835) -『東洋紀行』
- Trois Mois au pouvoir (1848) -『百日天下』
- Histoire de la révolution de 1848 (1849) -『1848年革命史』
- Confidences (1849) -『打明け話』
- Nouvelles Confidences (1851) -『新打明け話』
- Nouveau Voyage en Orient (1850) 『新東洋紀行』
- Mémoires inédits (1870) -『未刊の回想録』

## 邦訳
- 『二勇婦』加藤紫芳訳、北谷岩吉、1901年（『ジロンド党史』からの抜粋）
- 『青春の夢 - グラジエラ』高橋邦太郎訳、新潮社、1924年
- 『若き日の夢 - グラツィエッラ』桜井成夫訳、昭森社、1942年 / 角川書店〈角川文庫〉1957年
- 『青春の画像』桜井成夫訳、岡倉書房、1946年
- 『湖畔の愛 - ラファエル』桜井成夫訳、蒼樹社、1949年 / 角川書店〈角川文庫〉1953年
- 『湖畔の恋人』店村新次訳、晃文社〈フランス文学選集〉1949年
- 「ジャンヌ・ダルク」宮崎嶺雄訳、創元社『世界少年少女文学全集 49 - 世界伝記文学集』（1956年）所収
- 「ラマルチーヌ詩」竹田靖治訳、小学館『少年少女世界の名作文学19 -フランス編1』（川端康成ほか監修、杉捷夫編、1968年）所収